# دانشگاه کالیفرنیا، برکلی

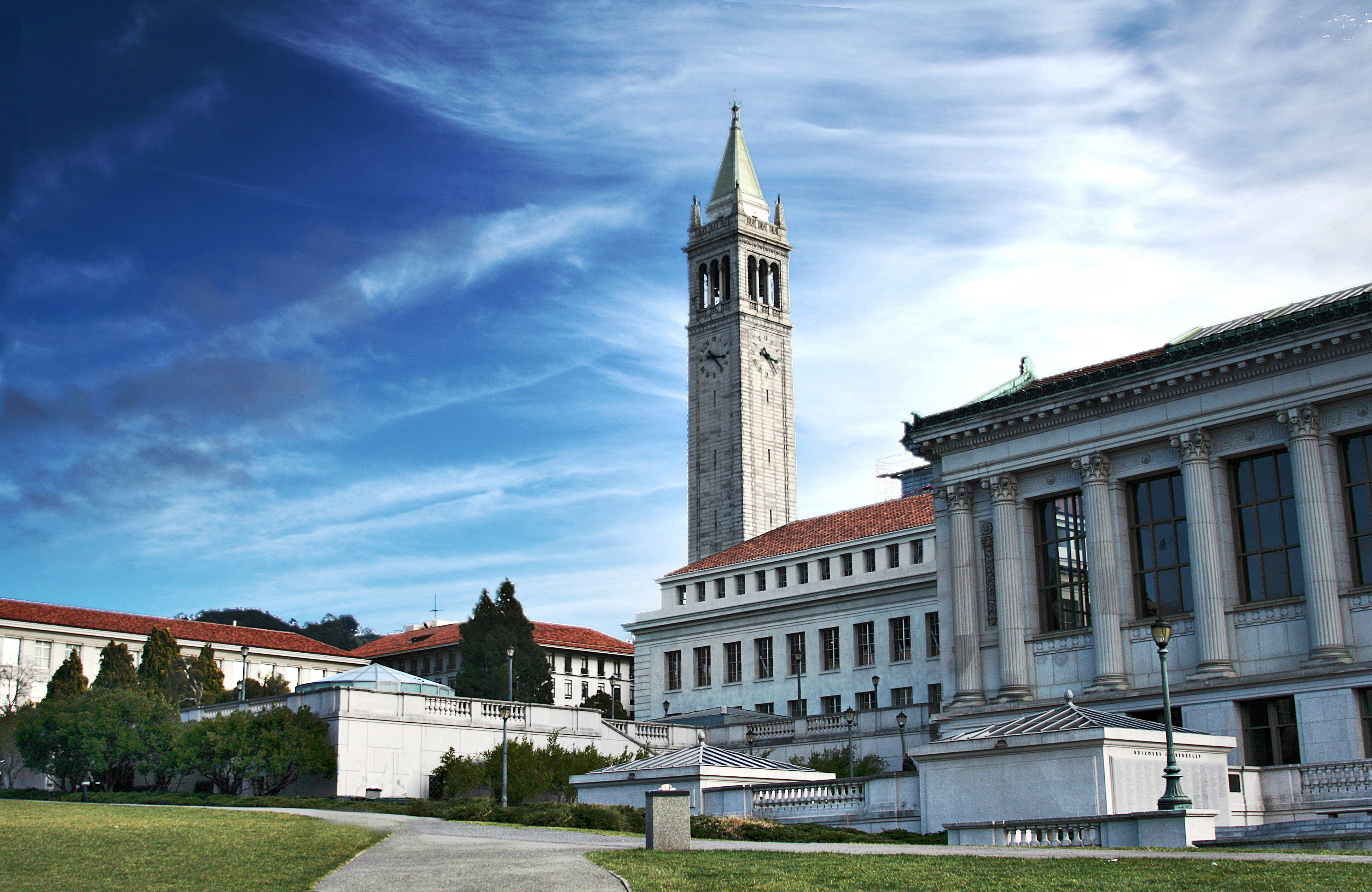
بخشی از پردیس دانشگاه

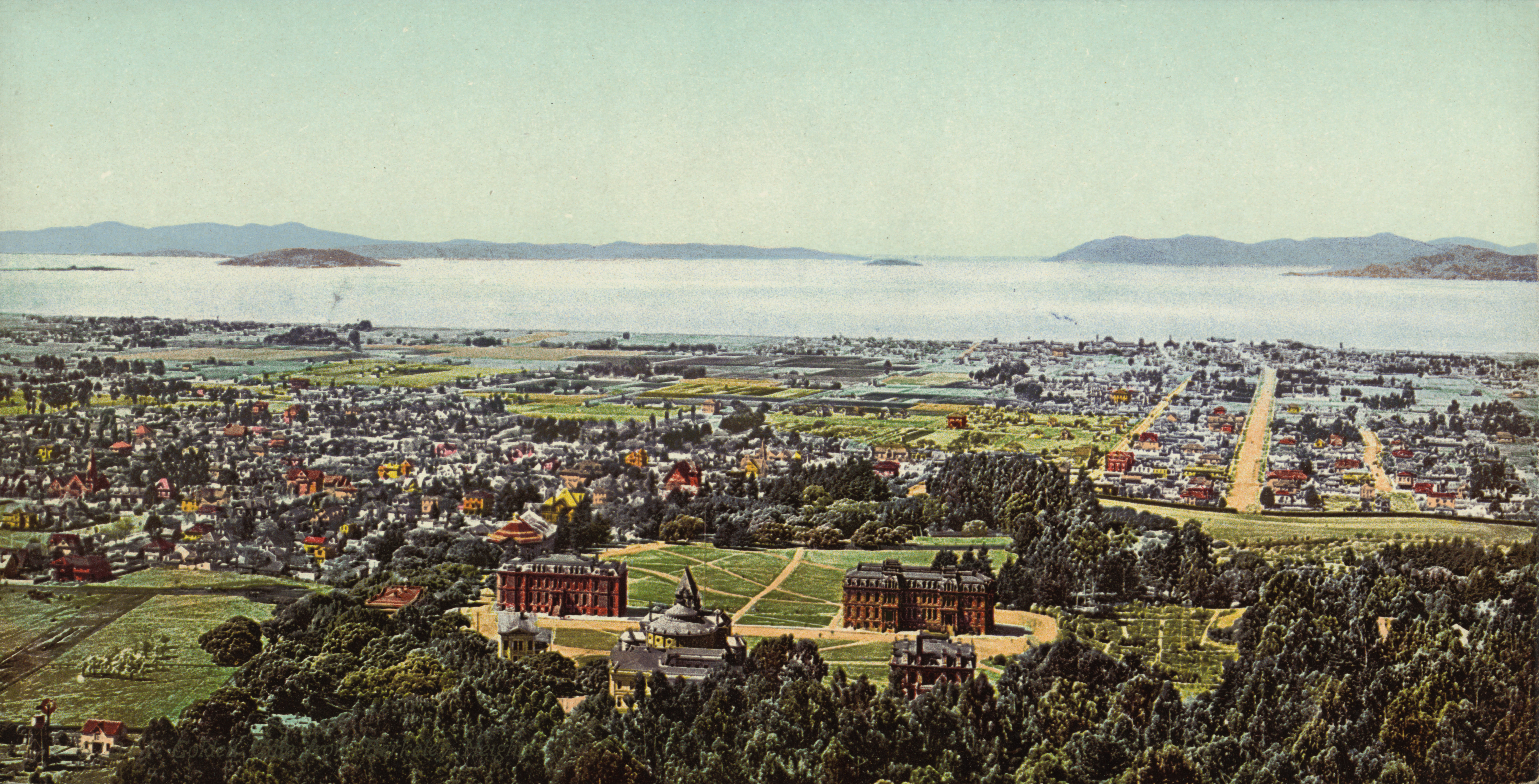
تصویری از شهر برکلی در اوایل ۱۹۰۰

تظاهرات دانشجویان علیه شرکت آمریکا در جنگ جهانی دوم. (آوریل ۱۹۴۰)

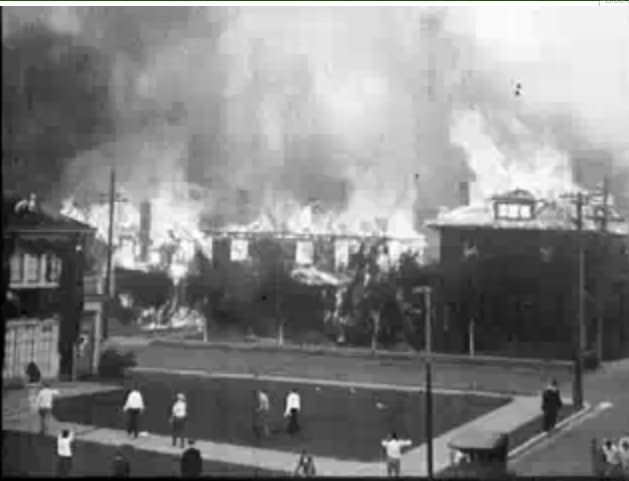
نمایی از آتش‌سوزی در نزدیکی دانشگاه. نزدیک به ۶۰۰ خانه در آتش سوخت.

دانشگاه کالیفرنیا، بِرْکْلی (به انگلیسی: University of California, Berkeley) یک دانشگاه تحقیقاتی دولتی در برکلی واقع در ایالت کالیفرنیا آمریکا و زیرمجموعهٔ نظام دانشگاهی کالیفرنیا است که برترین و مطرح‌ترین دانشگاه دولتی ایالات متحده می‌باشد. دانشگاه برکلی (که به آن Cal هم گفته می‌شود) در سال ۱۸۶۸ میلادی پس از ادغام دو دانشگاه قدیمی تأسیس شده‌است. دانشگاه برکلی از اعضای انجمن دانشگاه‌های آمریکایی است و در طی سال‌ها هزینه‌های سنگینی را به فعالیت‌های پژوهشی و عملی مختلف اختصاص داده‌است.
بر اساس رتبه‌بندی‌های دانشگاهی معتبر، از جمله یو‌اس نیوز، مجلهٔ فوربس، آموزش عالی تایمز و رتبه‌بندی شانگهای این دانشگاه به‌عنوان برترین دانشگاه دولتی جهان و جزو پنج دانشگاه برتر جهان در کنار رقبای بزرگی چون دانشگاه هاروارد، ام‌آی‌تی و دانشگاه استنفورد می‌باشد.
تا پیش از مارس ۲۰۲۳، ۱۱۰ برنده جایزه نوبل، ۱۰۳ برنده مک آرتور گرنت، ۳۰ برنده جایزه پولیتزر، ۱۴ مدال آور فیلدز و ۲۵ برنده جایزه تورینگ در میان دانش آموختگان، اعضای هیئت علمی یا محققان وابسته به دانشگاه هستند. پس از هاروارد، بیشترین تعداد برندگان جایزه نوبل در میان تمام دانشگاه‌های آمریکا مربوط به این دانشگاه است که بیشترین تعداد جایزه را در فیزیک (و سپس شیمی) دارد.

## تاریخچه
در سال ۱۸۶۶ میلادی، دانشگاه خصوصی کالیفرنیا زمینی که اکنون محوطهٔ دانشگاه برکلی است را خریداری کرد. به خاطر نبود منبع مالی کافی، دانشگاهی دیگر که در زمینهٔ کشاورزی، معدن و هنر مکانیکی فعال بود به دانشگاه خصوصی کالیفرنیا پیوست و اولین دانشگاه دولتی ایالت کالیفرنیا، دانشگاه کالیفرنیا برکلی، به وجود آمد.
۱۰ استاد و ۴۰ دانشجو اعضای این دانشگاه در اولین روز بازگشایی آن در سال ۱۸۶۹ بودند. هنری دورنت، مدیر سابق دانشگاه خصوصی کالیفرنیا، به عنوان اولین مدیر دانشگاه برکلی مدیریت را در دست گرفت.
در سال ۱۸۹۱ فیبی هیرست اعطای بسیاری به برکلی کرد. ایجاد برنامه‌های جدید، ساختن ساختمان‌های جدید و اسپانسری از جمله کارهای فیبی هیرست برای برکلی بود. علاوه بر آن، فیبی هیرست اولین زن عضو شورای دانشگاه بود، که از سال ۱۸۹۷ تا لحظه مرگش به خدمت پرداخت. در سال ۱۹۰۵ زمینی جدید نزدیک شهر ساکرامنتو خریداری شد و نهایتاً دانشگاه دیویس به وجود آمد. در دههٔ ۱۹۲۰ تعداد ساختمان‌ها به‌طور قابل ملاحظه‌ای افزایش یافت. از میان آن بناها، جان گولن هوارد، معمار نامدار آمریکایی، دوازده بنا مرتبط با دانشگاه را معماری کرد.
رابرت گوردون مدیریت دانشگاه را از سال ۱۹۳۰ تا ۱۹۵۸ در دست گرفت.
برکلی که قبل از آن نامش در میان دانشگاه‌های دیگر آمریکا به چشم نمی‌آمد در دههٔ ۱۹۶۰ شهرت پیدا کرد. علت اصلی این شهرت راهپیمایی برای آزادی بیان در سال ۱۹۶۴ و مخالفت با جنگ در ویتنام از جمله امرهایی بود که برکلی را به شهرت رساند. در سال ۱۹۶۹، طی تظاهرات بر زد جنگ ویتنام، پلیس ملی آمریکا با عده‌ای از دانشجویان در گیر شد. پس از این تظاهرات رونالد ریگان، فرماندار وقت کالیفرنیا (که چند سال بعد نیز رئیس‌جمهور شد) واکنش بسیار تندی به تظاهرات دانشجویان نشان داد و برکلی را محلی برای «کمونیست دوستان، آشوب گران، و منحرفان» خطاب کرد. در حال حاضر دانشجویان برکلی کمتر سیاسی هستند و اعضای محافظه کار بیشتری را، نسبت به قبل، در خود جای می‌دهد. با این حال، در حال حاضر تعداد دانشجویان دموکرات (لیبرال) ۹ برابر دانشجویان حزب جمهوری‌خواه ایالات متحده آمریکا (محافظه کار) است.

### آتش‌سوزی ۱۹۲۳
در ۱۷ سپتامبر ۱۹۲۳ آتش‌سوزی عظیمی در شهر برکلی رخ داد که در پی آن ۶۴۰ سازه، از جمله ۵۸۴ خانه که نزدیکی شمال محوطهٔ دانشگاه بود، در آتش سوخت. با این حال دانشگاه صدمهٔ خاصی ندید چون هنگامی که آتش به دانشگاه نزدیک می‌شد، مسیر باد عوض شده و دانشگاه برکلی از سوختن در امان ماند.

## فعالیت‌های علمی ثبت‌شده از فارغ‌التحصیلان

لوگوی بی‌اس‌دی. بی‌اس‌دی از مهم‌ترین دستاوردهای برکلی بود.

## پردیس دانشگاهی

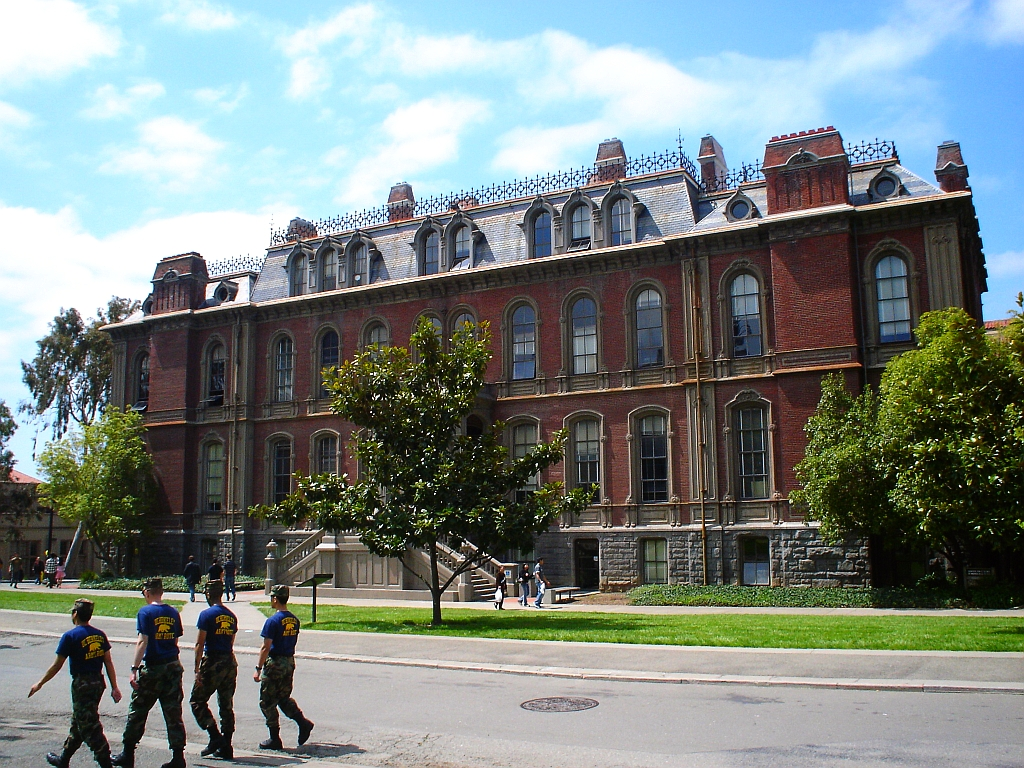
تالار جنوبی، قدیمی‌ترین ساختمان دانشگاه

## زندگی دانشجویی و سنت دانشگاه

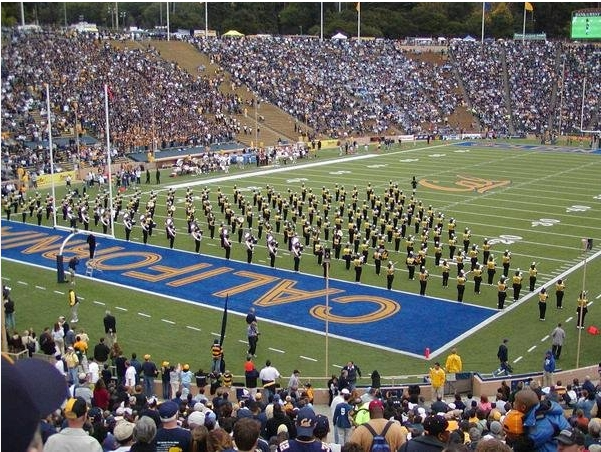
گروه‌بند (موسیقی) برکلی قبل از بازی فوتبال آمریکایی

### مسکن دانشجویی (خوابگاه)

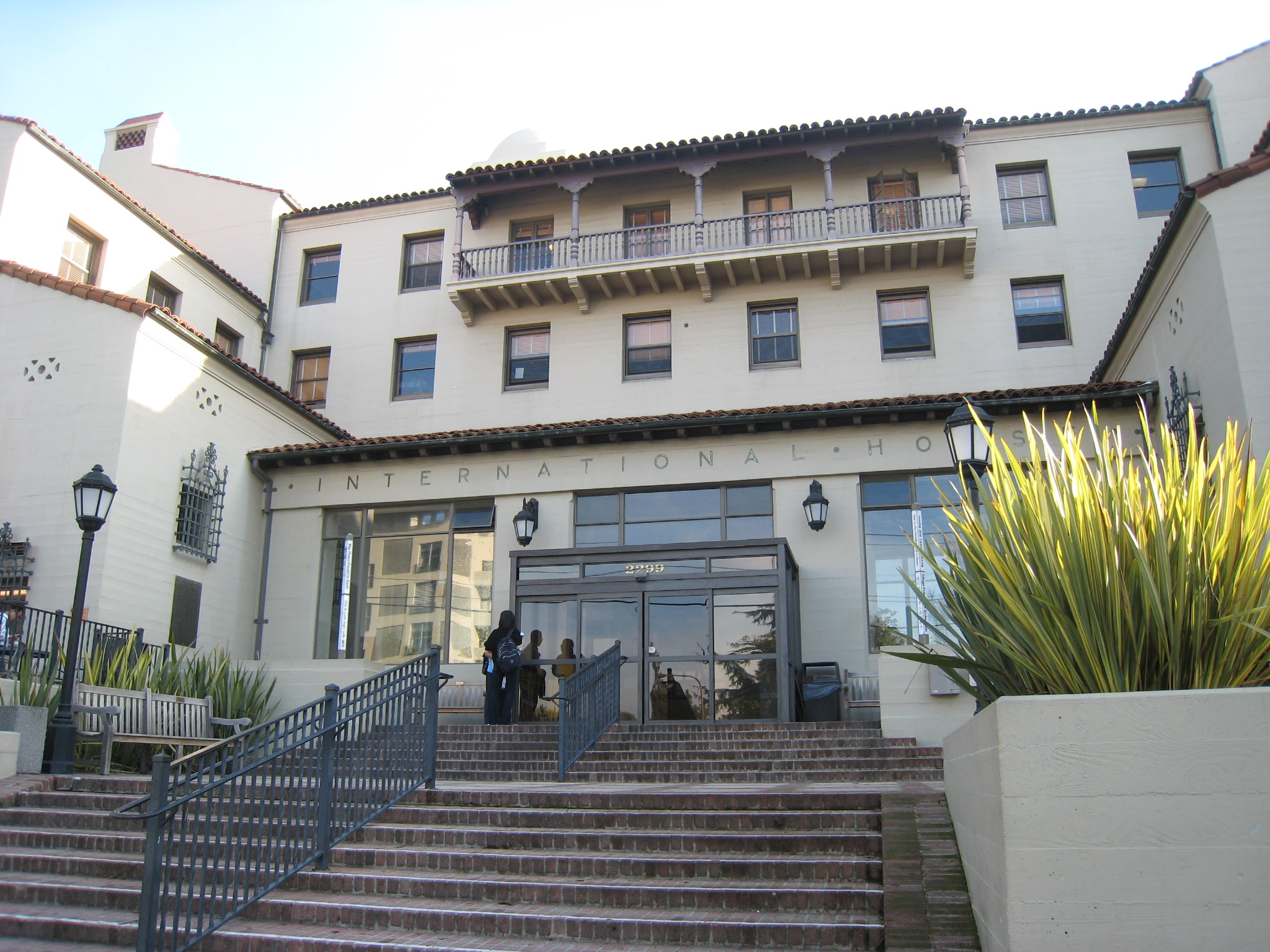
مسکنی در برکلی
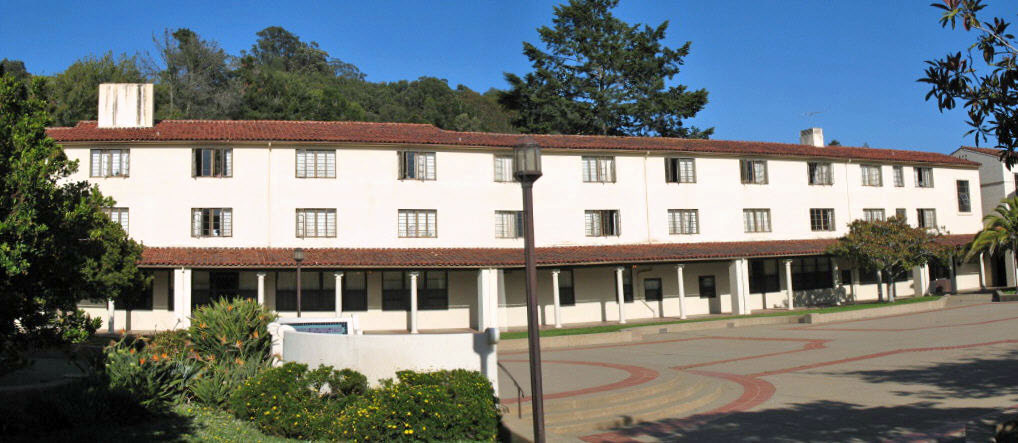
مسکنی ایالتی

### ورزشکاران

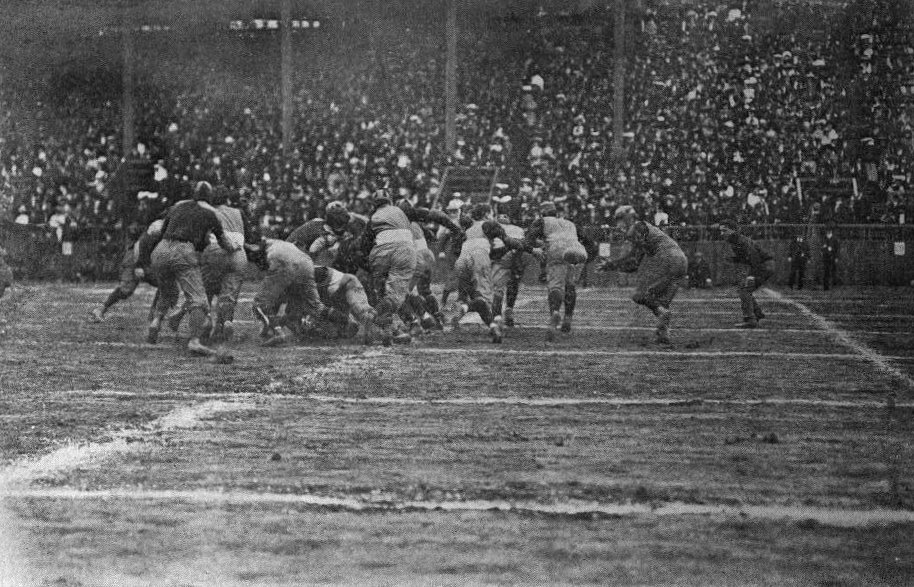
یک بازی فوتبال (Big Game) در ورزشگاه دانشگاه برکلی

## فارغ‌التحصیلان

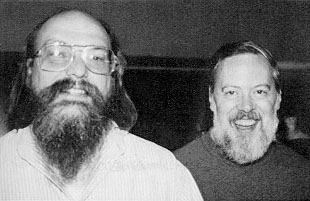
کنت تامسون (چپ) و همکارش دنیس ریچی

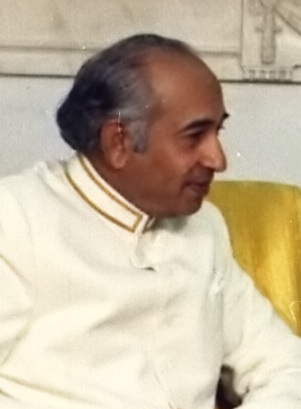
ذوالفقار علی بوتو، کارشناسی در ۱۹۵۰ نهمین نخست‌وزیر پاکستان
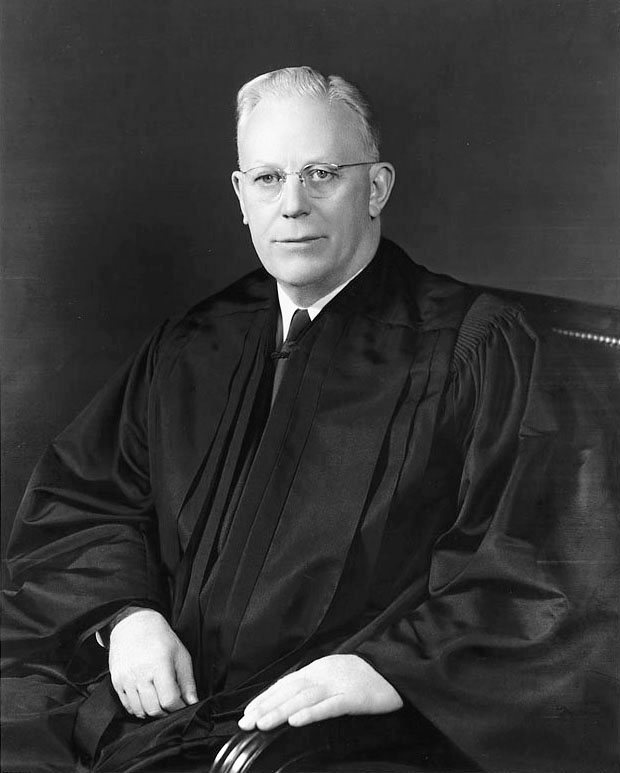
ارل وارن، کارشناسی در ۱۹۱۲، چهاردهمین قاضی ارشد ایالات متحده آمریکا
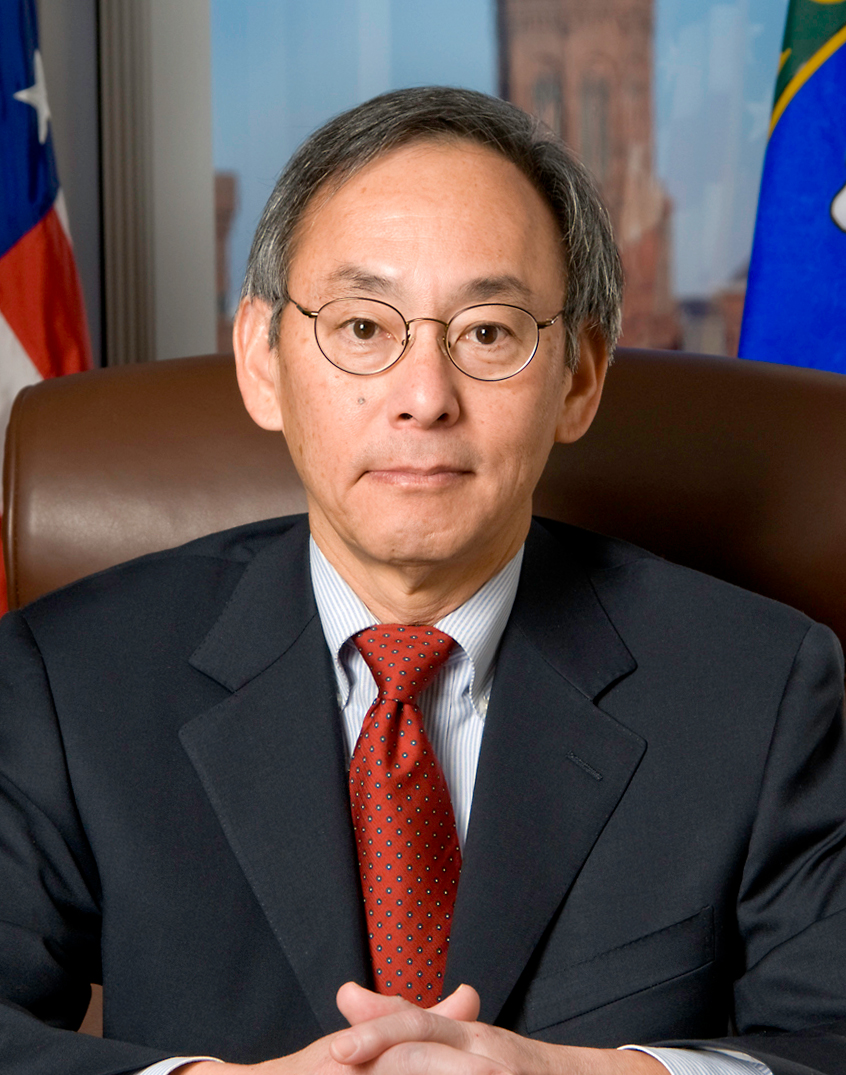
استیون چو، دکترا در ۱۹۷۶، برنده جایزه نوبل و وزیر پیشین وزارت انرژی ایالات متحده آمریکا
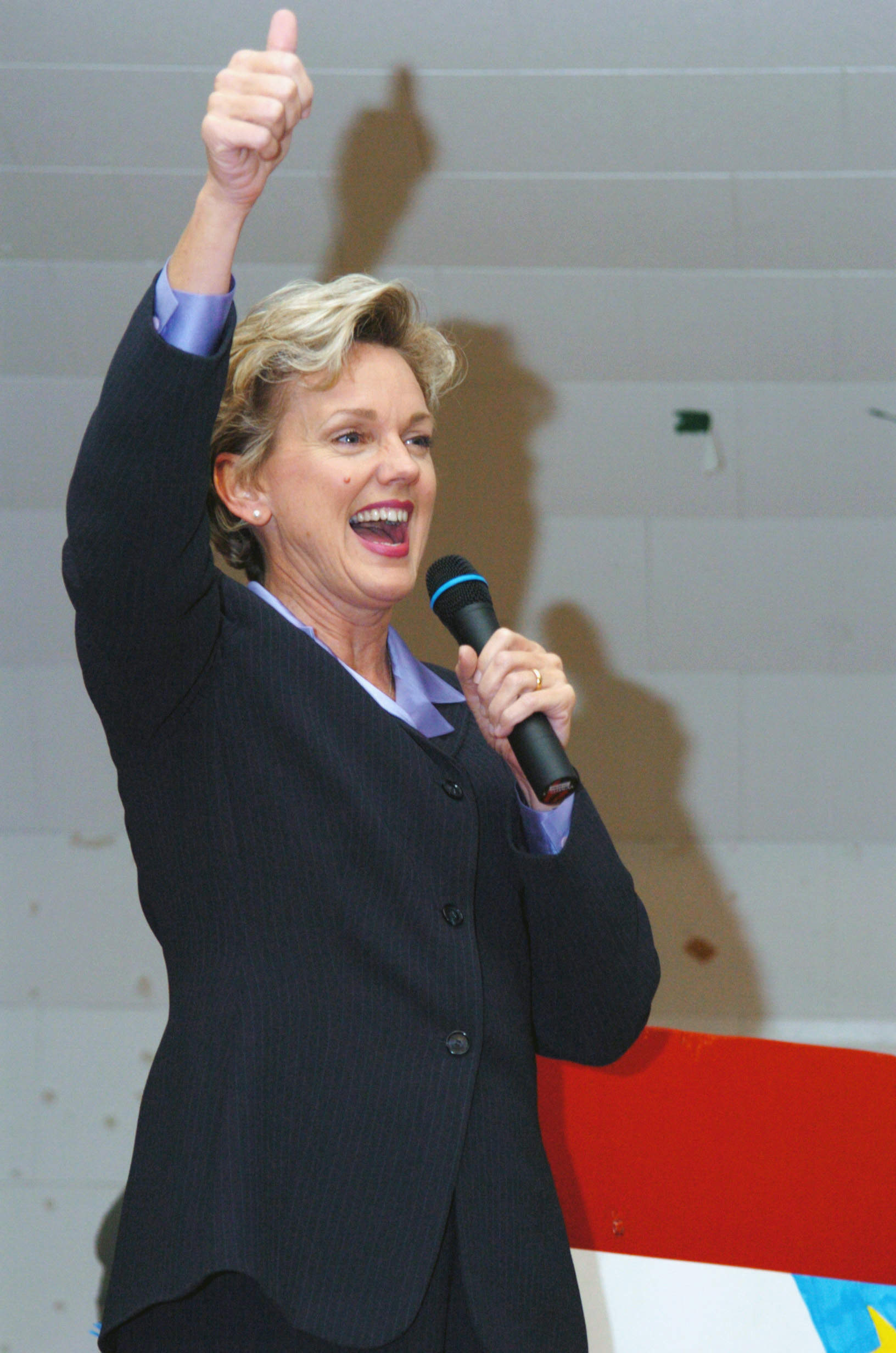
جنیفر گرنهولم، کارشناسی در ۱۹۸۴، نخستین زن فرماندار میشیگان
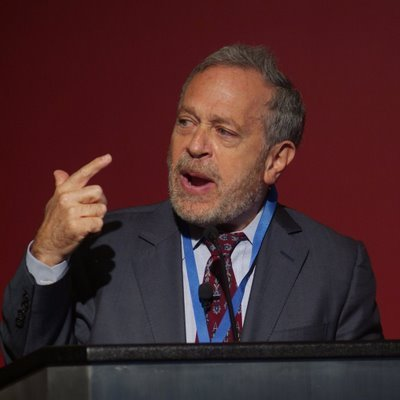
رابرت رایش، استاد سیاست عمومی، بیست‌ودومین وزیر کار ایالات متحده آمریکا
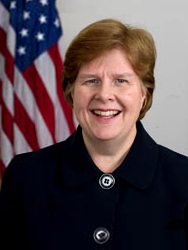
کریستینا رومر، استاد علم اقتصاد، بیست‌وپنجمین شورای مشاوران اقتصادی
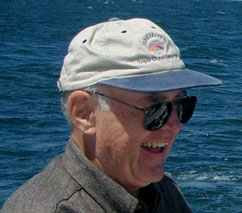
گوردون مور، کارشناسی در ۱۹۵۰، بنیان‌گذار شرکت صنایع نیمه‌رسانای اینتل
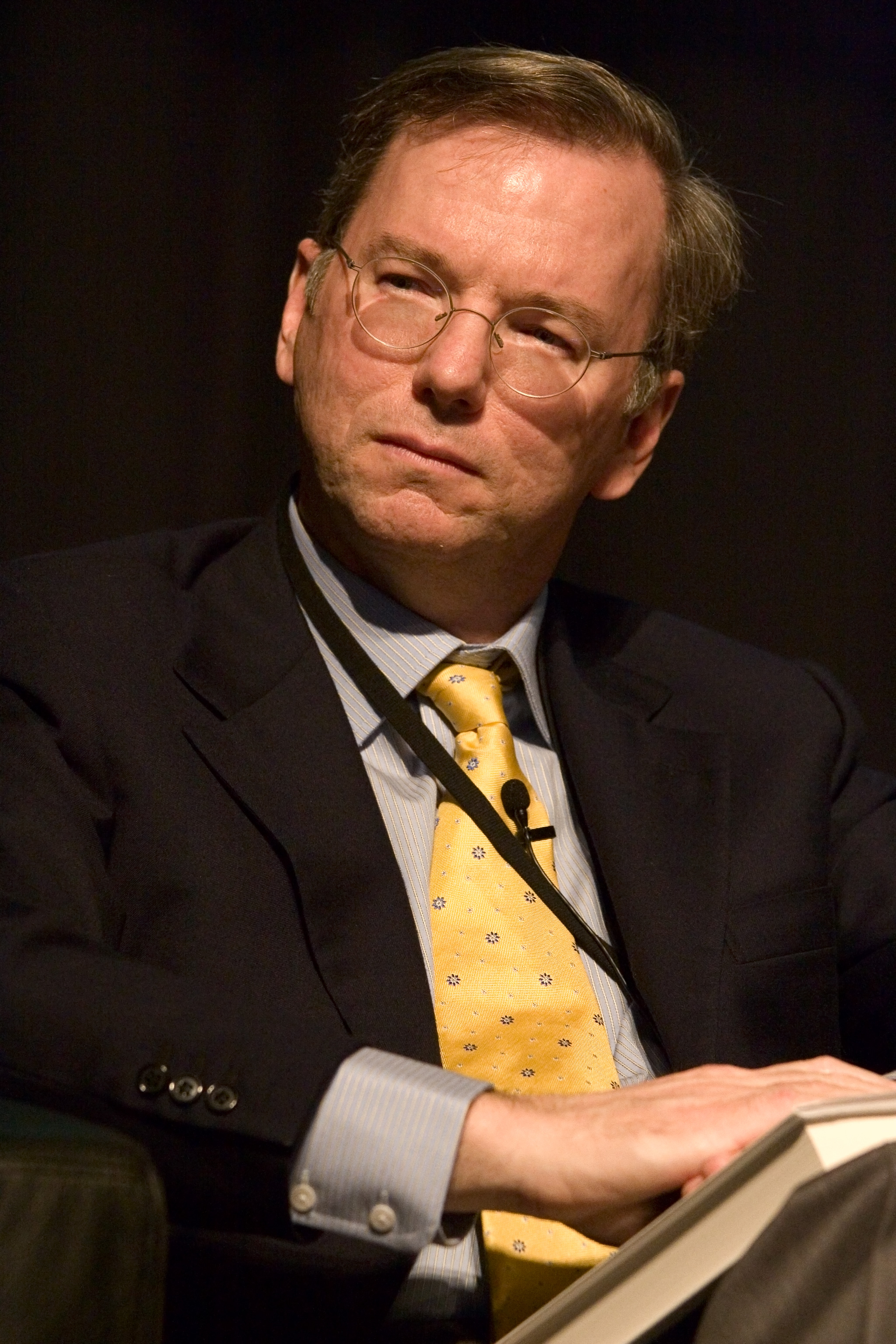
اریک اشمیت، کارشناسی در ۱۹۷۹، دکترا در ۱۹۸۲، مدیر اجرایی گوگل
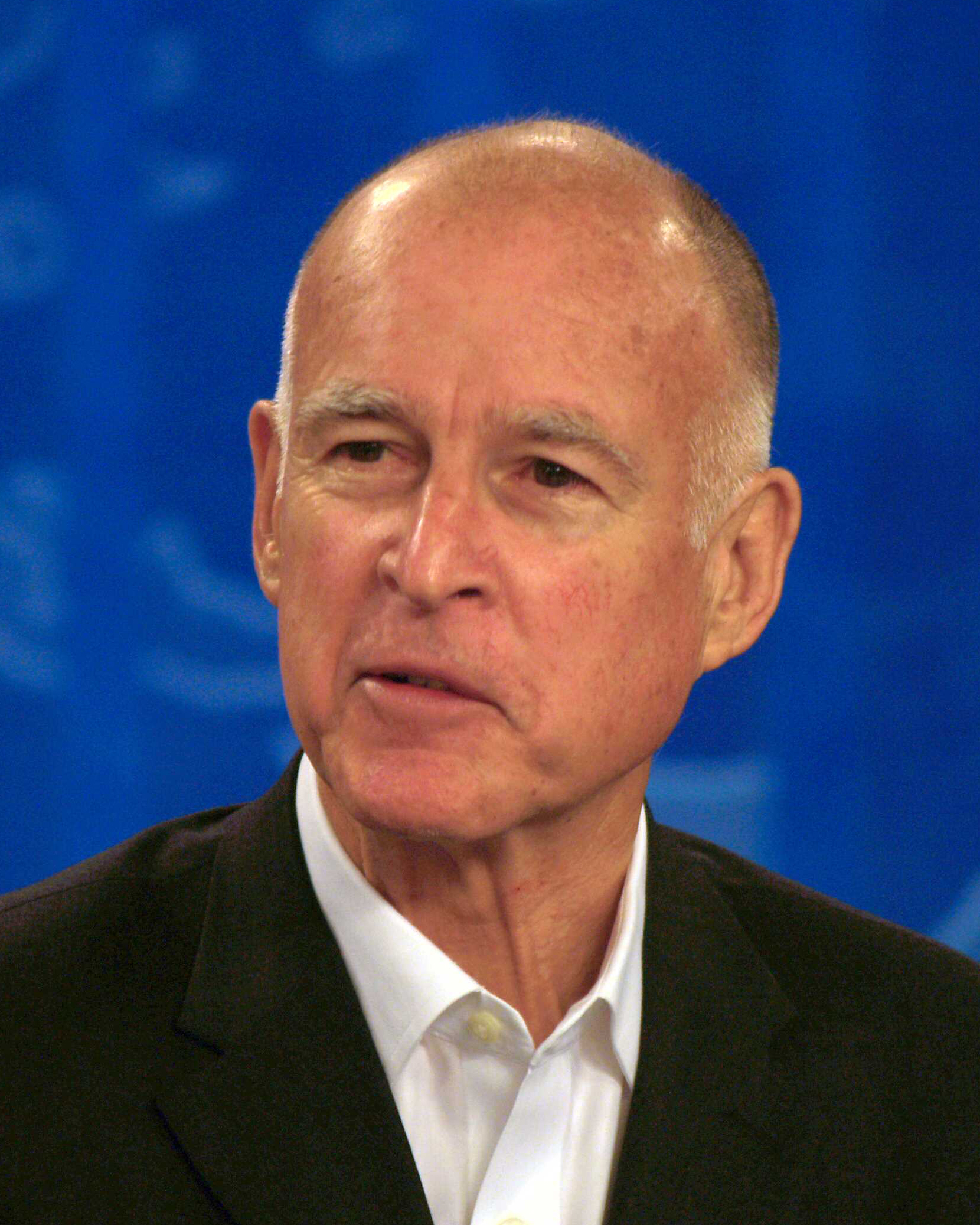
جری براون، کارشناسی در ۱۹۶۱، فرماندار کالیفرنیا، دادستان کل پیشین کالیفرنیا
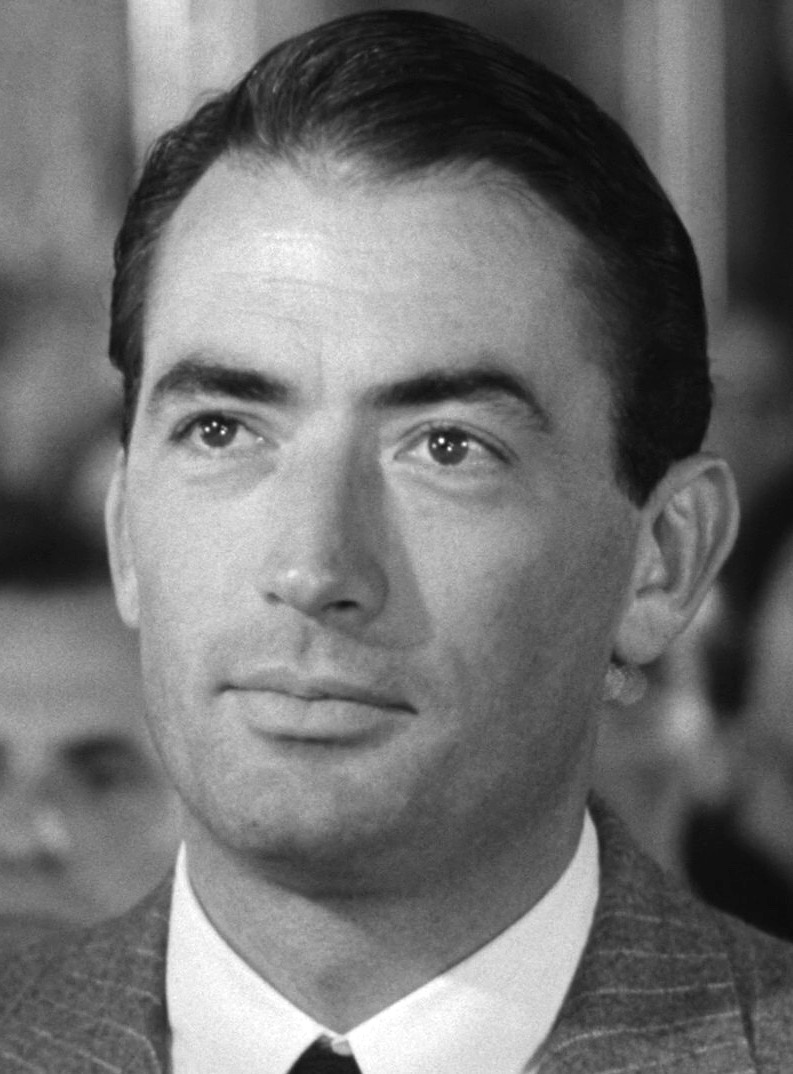
گریگوری پک، کارشناسی در ۱۹۳۹، هنرپیشه برنده جایزه اسکار
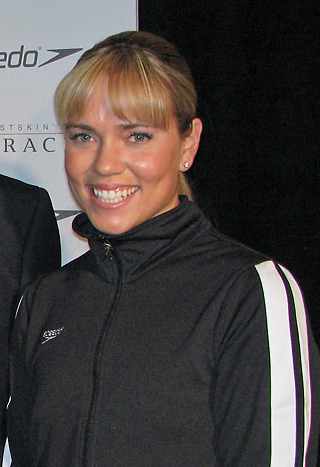
ناتالی کاگلن، کارشناسی در ۲۰۰۵، شناگر برنده چندین مدال طلای المپیک
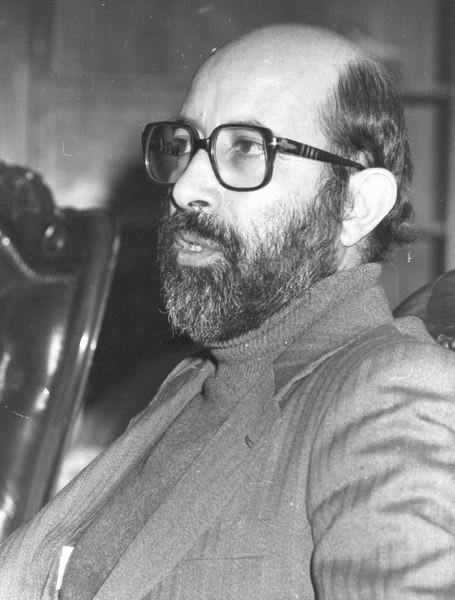
مصطفی چمران، دکترا در ۱۹۶۳، معاون رئیس‌جمهور و وزیر دفاع پیشین ایران
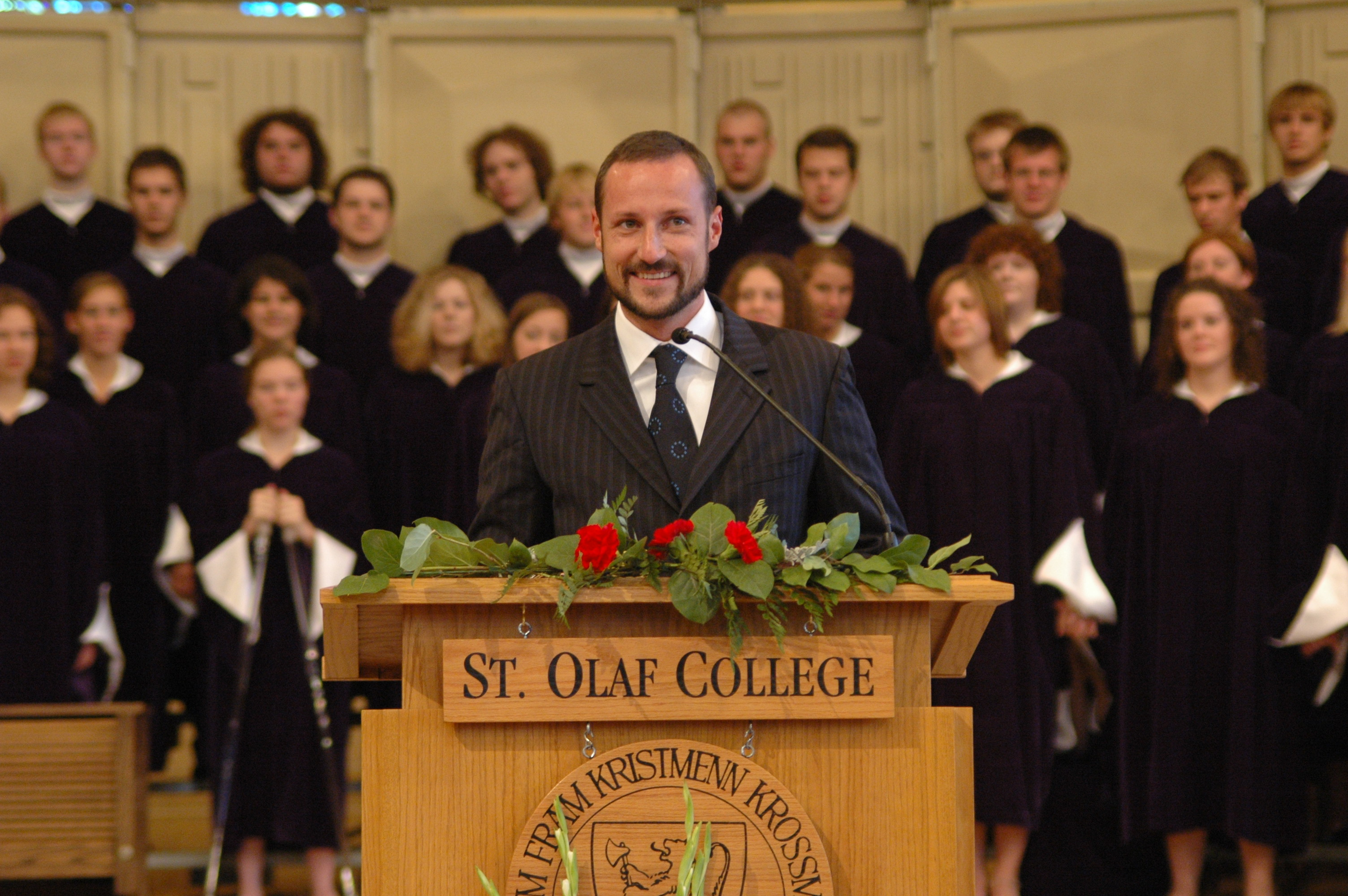
هوکون، ولیعهد نروژ، کارشناسی در ۱۹۹۹
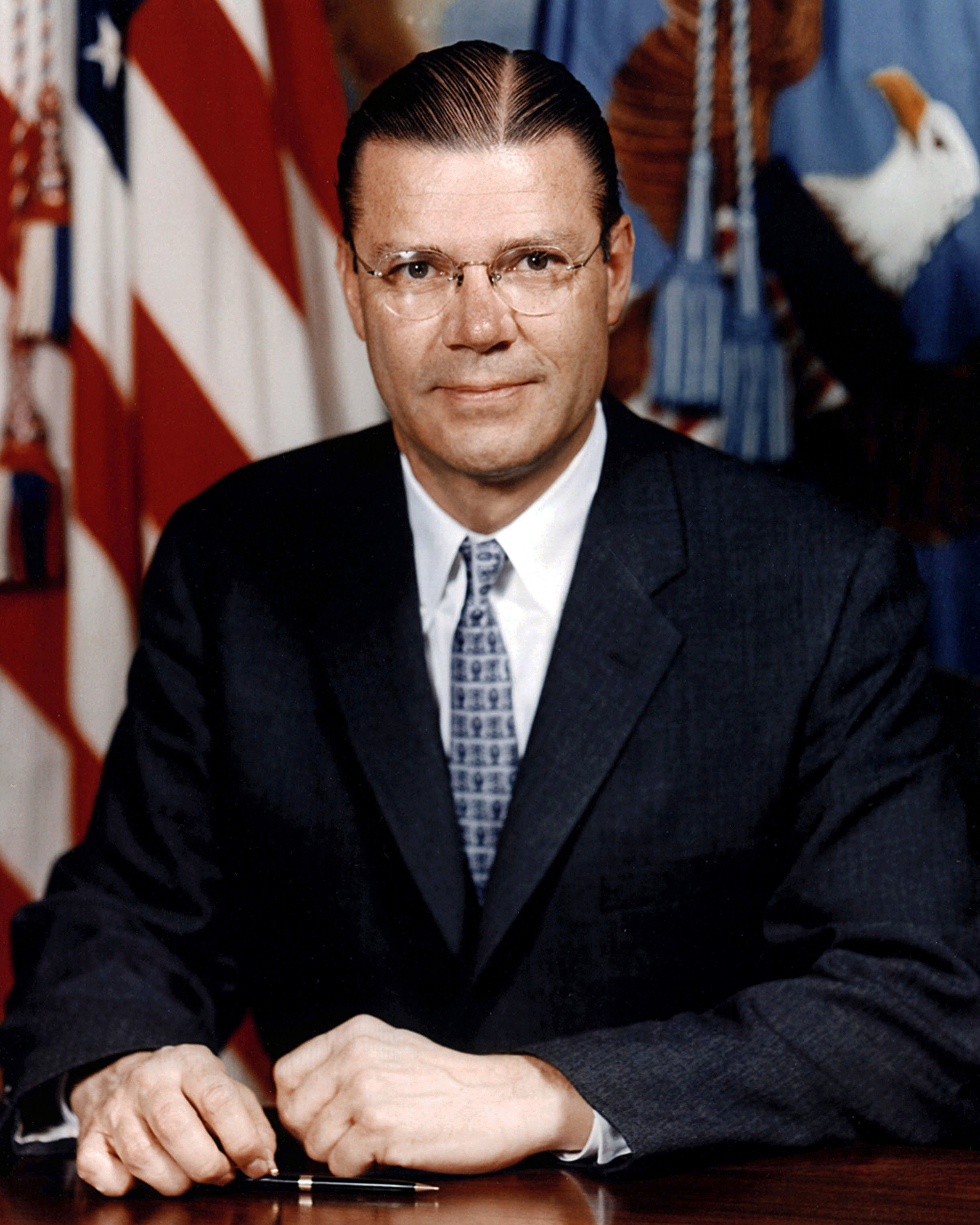
رابرت مک‌نامارا، کارشناسی در ۱۹۳۷، رئیس بانک جهانی (۱۹۶۸–۱۹۸۱)، وزیر دفاع ایالات متحده آمریکا (۱۹۶۱–۱۹۶۸)